# Mösskobben
Mösskobben är en ö i Finland. Den ligger i Skärgårdshavet och i kommunen Pargas i den ekonomiska regionen  Åboland i landskapet Egentliga Finland, i den sydvästra delen av landet. Ön ligger omkring 75 kilometer sydväst om Åbo och omkring 200 kilometer väster om Helsingfors.
Öns area är 1,6 hektar och dess största längd är 230 meter i nord-sydlig riktning. Ön höjer sig omkring 10 meter över havsytan.
I övrigt finns följande på Mösskobben:
- Gubbens kläppen (en ö)